# Họ Cá heo chuột
Họ Cá heo chuột (Phocoenidae) là một họ động vật có vú hoàn toàn thủy sinh, có ngoại hình tương tự như cá heo, gọi là cá heo chuột (tiếng Anh: porpoise) thuộc tiểu lớp Odontoceti (cá voi có răng). Tuy nhiên, chúng có họ hàng gần gũi với kỳ lân biển và cá voi trắng hơn là cá heo thực sự. Có 7 loài cá heo chuột còn sinh tồn, tất cả đều là những loài cá voi có răng nhỏ nhất. Cá heo chuột được phân biệt với cá heo thực sự bởi những chiếc răng dẹt, hình thuổng của chúng (khác biệt với răng hình nón của cá heo) và không có mỏ rõ rệt, mặc dù một số loài cá heo (ví dụ như cá heo Hector) cũng không có mỏ. Cá heo chuột, và các loài Bộ Cá voi khác, thuộc nhánh Cetartiodactyla với các động vật móng guốc chẵn, và họ hàng gần nhất của chúng là hà mã, đã tách ra khỏi chúng khoảng 40 triệu năm trước.
Cá heo chuột có kích thước từ cá heo California (dài 1,4 m và nặng 54 kg) đến cá heo Dall (dài 2,3 m và nặng 220 kg). Một số loài biểu hiện sự dị hình giới tính ở chỗ con cái lớn hơn con đực. Chúng có cơ thể được sắp xếp hợp lý và hai chi được biến đổi thành chân chèo. Cá heo chuột sử dụng định vị bằng tiếng vang như hệ thống cảm giác chính của chúng. Một số loài thích nghi tốt với việc lặn xuống những độ rất sâu. Như tất cả các loài Bộ Cá voi, chúng có một lớp mỡ dưới da để giữ ấm trong nước lạnh.
Cá heo chuột rất phổ biến và được tìm thấy trong vô số các môi trường sống khác nhau, bao gồm các dòng sông (cá heo không vây), vùng nước ven biển và thềm (cá heo cảng và cá heo California) và biển mở (cá heo Dall và cá heo bốn mắt), bao gồm tất cả nhiệt độ nước từ vùng nhiệt đới (biển Cortez, cá heo California) đến vùng cực (Greenland, cá heo cảng). Cá heo chuột ăn chủ yếu là cá và mực ống, giống như các loài cá voi có răng còn lại. Người ta biết rất ít về hành vi sinh sản của chúng. Con cái có thể đẻ một con non mỗi năm trong điều kiện thuận lợi. Con non thường được sinh ra vào những tháng mùa xuân và mùa hè, và vẫn phải phụ thuộc vào con mẹ cho đến mùa xuân năm sau. Cá heo chuột tạo ra những tiếng lạch cạch siêu âm, được sử dụng cho cả điều hướng (định vị bằng tiếng vang) và giao tiếp xã hội. Trái ngược với nhiều loài cá heo, cá heo chuột không tụ tập để tạo thành các nhóm xã hội lớn.
Cá heo chuột đã và vẫn đang bị một số quốc gia săn lùng bằng phương tiện săn bắn. Các mối đe dọa lớn hơn đối với cá heo chuột bao gồm hàng loạt lưới rê, sự cạnh tranh thức ăn từ ngành thủy sản và ô nhiễm biển, đặc biệt là do kim loại nặng và organochloride. Các loài cá heo California đã từng gần bị tuyệt chủng vào thế kỷ 20, do sự xâm nhập của lưới mang, với số lượng dự đoán ít hơn 100 cá thể. Kể từ khi sự tuyệt chủng của loài cá heo sông Dương Tử, cá heo California được xem là loài Bộ Cá voi có nguy cơ tuyệt chủng cao nhất. Một số loài cá heo chuột đã và đang bị nuôi nhốt và huấn luyện cho việc nghiên cứu, giáo dục và trưng bày công cộng.

## Phân loại và tiến hóa
Cá heo chuột, cùng với cá voi và cá heo, là hậu duệ của các động vật móng guốc sống trên cạn lần đầu tiên tiến vào đại dương khoảng 50 triệu năm trước. Trong thế Miocen (23 đến 5 triệu năm trước), động vật có vú khá hiện đại, có nghĩa là chúng hiếm khi thay đổi sinh lý theo thời gian. Bộ Cá voi đã đa dạng hóa, và bằng chứng hóa thạch cho thấy cá heo chuột và cá heo tách khỏi tổ tiên chung cuối cùng của chúng khoảng 15 triệu năm trước. Hóa thạch lâu đời nhất được biết đến từ các vùng biển nông quanh Bắc Thái Bình Dương, với các loài động vật lan đến bờ biển châu Âu và Nam Bán cầu chỉ sau đó rất lâu, vào thế Pliocen.
- BỘ ARTIODACTYLA
  - Thứ bộ Cetacea
    - Tiểu bộ Odontoceti (cá voi có răng)
      - Siêu họ Delphinoidea
        - Họ Phocoenidae – cá heo chuột
          - Chi †Haborophocoena[4]
            - H. toyoshimai

          - Chi Neophocaena
            - N. phocaeniodes – cá heo không vây
            - N. asiaeorientalis – cá heo không vây hẹp

          - Chi †Numataphocoena[5]
            - N. yamashitai

          - Chi Phocoena
            - P. phocoena – cá heo cảng
            - P. sinus – cá heo California
            - P. dioptrica – cá heo bốn mắt
            - P. spinipinnis – Cá heo Burmeister

          - Chi Phocoenoides
            - P. dalli – cá heo Dall

          - Chi †Septemriocetus[6]
            - S. bosselaersii

          - Chi †Piscolithax
            - P. aenigmaticus
            - P. longirostris
            - P. boreios
            - P. tedfordi

Các giống lai được phát hiện gần đây giữa cá heo cảng đực và cá heo Dall cho thấy hai loài thực sự có thể là thành viên của cùng một chi.